# Synodontis lufirae
Synodontis lufirae är en fiskart som beskrevs av Poll, 1971. Synodontis lufirae ingår i släktet Synodontis och familjen Mochokidae. IUCN kategoriserar arten globalt som sårbar. Inga underarter finns listade i Catalogue of Life.